# Intendantsko vojaško učilišče Jugoslovanske ljudske armade
Intendantsko vojaško učilišče (kratica IntVU) je bila vojaško-izobraževalna ustanova, ki je delovala v sestavi Jugoslovanske ljudske armade.

## Zgodovina
Šola je bila ustanovljena leta 1947 med splošno reorganizacijo jugoslovanskega vojaškega šolstva. Izobraževanje je trajalo 24 mesecev.
Leta 1952/4 so učilišče ukinili z namenom organizacije vojaških akademij.